# دوم كبير البذور
دوم كبير البذور (الاسم العلمي: Hyphaene macrosperma) هو نوع نباتي يتبع جنس الدوم من فصيلة الفوفلية.